# Mustafaabad
Ne pas confondre avec ville pakistanaise de Mustafabad, située dans le district de Kasur.
 (février 2018).
Si vous disposez d'ouvrages ou d'articles de référence ou si vous connaissez des sites web de qualité traitant du thème abordé ici, merci de compléter l'article en donnant les références utiles à sa vérifiabilité et en les liant à la section « Notes et références ».
Mustafaabad (en ourdou : جتوئ) est une ville pakistanaise, située dans le district de Bhakkar dans le centre de la province du Pendjab. Elle est située à proximité de Dullewala.
La ville est située dans le centre rural et peu développé du sud du Pendjab. Sa population vit principalement de l'agriculture et la ville compte peu d'infrastructures publiques.
La population parle surtout le dialecte saraiki du pendjabi.

## Histoire
Dans l'ancien temps Kasur était connue pour son éducation et ses poissons. L'histoire de Kasur débute il y a plus de 1000 ans. Kasur était une région agricole avec des forêts au cours de la civilisation de la vallée de l'Indus. La période védique est caractérisée par une culture indo-aryenne, venant de l'Asie centrale. Après le dépassement de l'Empire achéménide en 331 avant notre ère, Alexandre entra dans la région du Pendjab avec une armée de 50 000 hommes. 
En 997, le sultan Mahmoud de Ghaznî a repris la dynastie des Ghaznévides, empire créé par son père, le sultan Subuktigîn, en 1005, il a conquis les Shahis à Kaboul, et a continué avec les conquêtes de la région du Punjab. Le sultanat de Delhi et plus tard l'Empire moghol ont gouverné la région. La région du Pendjab est devenu majoritairement musulmane en raison de missionnaires  soufis.
L'Empire moghol a gouverné le Kasur pendant près de 200 ans. Après le déclin de l'Empire moghol, les Sikhs ont repris le district de Kasur. Les terres agricoles ont été données aux dirigeants et partisans de l'armée sikhe. La plupart de la région du Punjab a été annexée par la Compagnie des Indes orientales en 1849, et a été l'une des dernières zones de l'Asie du Sud à tomber sous la domination coloniale britannique. Pendant le Raj britannique, de nombreux canaux d'irrigation ont été construits dans de vastes terres arides du district de Kasur.
La population majoritairement musulmane soutenue par la Ligue musulmane et le Mouvement pour le Pakistan . Après l'indépendance du Pakistan en 1947, les minorités hindoues et sikhes ont émigré vers l'Inde, tandis que les réfugiés musulmans de l'Inde se sont installés dans le district de Kasur.